# 福島弘之
福島 弘之（ふくしま ひろゆき、5月16日 - ）は、日本の俳優、スーツアクター。

## 出演作品

### テレビ
- ウルトラシリーズ
  - ウルトラマン列伝（2011年 - 2013年）
    - 新ウルトラマン列伝（2013年 - 2016年）
      - ウルトラマンギンガ（2013年）
      - ウルトラマンギンガS（2014年）
      - ウルトラマンX（2015年） - ファントン星人グルマン[注 1]

  - ウルトラゾーン（2011年 - 2012年） - ガンQ、ホー、メフィラス星人 ほか
  - ウルトラ怪獣散歩（2015年 - 2019年）
  - ウルトラマンジード（2017年） - フック星人 ほか
  - ウルトラマンタイガ（2019年） - マーキンド星人、ファントン星人、チブロイド
  - ウルトラマンデッカー（2022年） - シャプレー星人

### 映画
- 新世紀2003ウルトラマン伝説 THE KING'S JUBILEE（2003年） - バルタン星人（ベーシカル）
- 劇場版 ウルトラマンX きたぞ!われらのウルトラマン（2016年） - ファントン星人グルマン
- 劇場版 ウルトラマンタイガ ニュージェネクライマックス（2020年） - ファントン星人

### 舞台
- 独りぼっちの地球人 feat.ULTRASEVEN（2013年） - 菅田俊平

### DVD
- グリッドナイトファイト（2021年） - アンチ

### その他
- 大怪獣ラッシュ ウルトラフロンティア（2014年） - マグママスター・マグナ（モーション・キャプチャー）